# Tân Long, Đồng Hỷ
Tân Long là một xã thuộc huyện Đồng Hỷ, tỉnh Thái Nguyên, Việt Nam.

## Địa lý
Xã Tân Long nằm ở phía bắc huyện Đồng Hỷ, có vị trí địa lý:
- Phía đông giáp huyện Võ Nhai
- Phía tây giáp xã Hòa Bình và xã Văn Lăng
- Phía nam giáp các xã Hóa Trung, Minh Lập và Quang Sơn
- Phía bắc giáp huyện Võ Nhai.

Xã Tân Long có diện tích 47,40 km², dân số năm 1999 là 5.240 người, mật độ dân số đạt 110 người/km².

## Lịch sử
Sau năm 1975, Tân Long là một xã thuộc huyện Võ Nhai.
Ngày 2 tháng 4 năm 1985, Hội đồng Bộ trưởng ra Quyết định số 102-HĐBT sáp nhập xã Tân Long vào huyện Đồng Hỷ như hiện nay.

## Hành chính
Xã Tân Long được chia thành 9 xóm: Ba Đình, Đồng Luông, Đồng Mẫu, Đồng Mây, Hồng Phong, Làng Giếng, Làng Mới, Lân Quang, Mỏ Ba.